# Melhania somalensis
Melhania somalensis är en malvaväxtart som beskrevs av Baker f.. Melhania somalensis ingår i släktet Melhania och familjen malvaväxter. Inga underarter finns listade i Catalogue of Life.